# Sophie de Hesse-Cassel
Sophie de Hesse-Cassel née le 12 septembre 1615 à Cassel et décédée le 22 novembre 1670 à Bückeburg est une princesse allemande.
Elle est la fille de Maurice de Hesse-Cassel (1572–1632) de son mariage avec Julienne de Nassau-Dillenbourg (1587-1643).
Elle épouse le 12 octobre 1640 à Hagen Philippe Ier de Schaumbourg-Lippe (1601–1681). Par ce mariage, Philippe sécurise son pouvoir sur les districts de Rodenberg, Hagenburg et Arensburg, qui lui avaient été accordés de manière conditionnelle.
Ils ont dix enfants :
- Élisabeth (1646-1646)
- Sophie (1648-1671)
- Jeanne-Dorothée (1649-1696), qui épouse en 1664 Jean-Adolphe de Bentheim-Tecklembourg (de)
- Louise (1650-1731), qui épouse en 1676 Auguste de Schleswig-Holstein-Sonderbourg-Beck
- Guillaume-Bernard (1651-1651)
- Élisabeth-Philippine (1652-1703), qui épouse en 1676 Philippe Christophe Breuner (de) zu Asparn
- Frédéric-Christian (1655-1728), comte de Schaumbourg-Lippe
- Charles-Hermann (1656-1657)
- Charlotte-Julienne (1658-1684) qui épouse en 1676 Jean-Henri von Kuefstein (de)
- Philippe-Ernest (1659-1753), comte de Lippe-Alverdissen, qui épouse en 1686 Dorothée Amélie de Schleswig-Holstein-Sonderburg-Beck (1656-1739), fille d'Auguste-Philippe de Schleswig-Holstein-Sonderbourg-Beck